# Zamach Gwardii Ludowej na kolumnę SA
Zamach Gwardii Ludowej na kolumnę SA – zamach przeprowadzony 15 lipca 1943 na rogu Alei Ujazdowskich i ulicy Wilczej w Warszawie.

## Geneza
11 lipca 1943 oddział bojowy Gwardii Ludowej pod dowództwem Henryka Sternhela „Gustawa” przeprowadzić miał dwa zamachy bombowe: na uroczystą zmianę warty wojsk lądowych Heer Wehrmachtu przed gmachem niemieckiej komendy garnizonu między placem Piłsudskiego a ulicą Krakowskie Przedmieście i (po raz drugi) na kawiarnię Café Club. Zamachy miały być zemstą za egzekucję dokonaną przez Niemców 24 czerwca 1943 w ruinach warszawskiego getta na grupie 200 osób. Pierwszy zamach nie doszedł do skutku, gdyż gwardziści idący od strony Krakowskiego Przedmieścia zboczyli z wytyczonej trasy i pogubili się. Zamach na kawiarnię zakończył się sukcesem.
Sternhel zadecydował o powtórzeniu zamachu na zmianę warty 15 lipca, łącząc go z zamachem na jeden z tramwajów Tylko dla Niemców, który planowano zaatakować granatami na placu Żelaznej Bramy (rzucono dwa granaty, które nie spowodowały większych szkód).

## Zamach
Gdy 15 lipca 1943 sekcja Romana Łączyńskiego, która miała dokonać zamachu na zmianę warty, stawiła się przed budynkiem komendy garnizonu, stwierdzono, że miejsce jest otoczone drutem kolczastym, a wokół niego krążą podejrzani ludzie. Wobec obawy, że zamach został „wsypany”, Henryk Sternhel zrezygnował z jego przeprowadzenia i postanowił, że gwardziści zaatakują kolumnę Sturmabteilung (SA) maszerującą z rozwiniętym sztandarem ulicą Krakowskie Przedmieście od strony placu Zamkowego, którą poprzedzała orkiestra. Na rogu Alej Ujazdowskich i ulicy Wilczej na czoło kolumny i na jej koniec Łączyński i Leon Rycharski rzucili dwie wiązki granatów, w wyniku czego (według GL) zabito 4 i zraniono około 20 Niemców.
Łączyńskiemu udało się uciec, natomiast Rycharski raniony przez Niemców w pościgu, został ujęty.